# Антипин, Илларион Михайлович
Илларион Михайлович Антипин (1894, Тростянка, Саратовская губерния — не ранее 1918) — делегат Всероссийского Учредительного собрания, эсер.

## Биография
Илларион Антипин родился в 1894 году в селе Тростянка Балашовского уезда Саратовской губернии в крестьянской семье. В 1913 году окончил ремесленную школу в городе Балашов. Первоначально, по политическим взглядам, он был толстовцем, затем сблизился с эсерами и вступил в партию социалистов-революционеров (ПСР). Под надзором полиции не был.
Антипин работал на металлургическом заводе в Таганроге, а с 1915 года — на трубочном заводе в Воронеже. В 1917 году он стал председателем рабочей секции Воронежского Совета и был избран делегатом III съезда ПСР (25 мая — 4 июня), где вошёл в состав VII Совета партии.
В том же году Антипин был избран в члены Учредительного собрания по Воронежскому избирательному округу от эсеров (список № 3). Илларион Михайлович участвовал в заседании-разгоне Собрания от 5 января 1918 года. Дальнейшая судьба неизвестна.